# Talal Arslane
Pour les articles homonymes, voir Arslan.
Le prince Talal Arslane (en arabe : طلال أرسلان), né le 12 juin 1965 dans le Mont-Liban, est un homme politique libanais, héritier direct du sultan Arslan qui repoussa les croisés au XIIe siècle et fonda la principauté du Mont-Liban, prédécesseur de l'actuelle République libanaise.

## Biographie
Il est le fils d'un des fondateurs de la République libanaise et ancien ministre, député et leader druze, le prince Magid Arslane,.
De 1969 à 1976, il étudie à l'École internationale de Choueifat (Beyrouth), avant de partir étudier au Royaume-Uni jusqu'en 1978, pour finalement revenir à l'École Internationale de Choueifat. Il est titulaire d'un bachelor's degree en sciences politiques de l'université George Washington obtenu en 1988 et d'un master de l'université américaine de Beyrouth.
Nommé député en 1991 au poste laissé vacant depuis la mort de son père, il est élu député druze d'Aley lors des élections législatives organisées en 1992, 1996 et 2000.
Il occupe les postes de ministre du Tourisme entre 1990 et 1992 au sein du gouvernement d’Omar Karamé, de ministre des Émigrés entre 1995 et 1996 dans le gouvernement de Rafiq Hariri, ministre d’État sans portefeuille dans les gouvernements Hariri entre 2000 et 2004 et de ministre des Déplacés dans le cabinet d’Omar Karamé entre 2004 et avril 2005. En juillet 2008, il devient ministre de la Jeunesse et des Sports dans le cabinet d'Union nationale formé par Fouad Siniora à l'issue de l'accord de Doha.
Adoptant une ligne politique nationaliste depuis ses débuts en politique libanaise, il s’est longtemps placé dans une position de confrontation avec l’autre leader druze, Walid Joumblatt, perpétuant ainsi une rivalité politique entre les deux familles datant de l’époque ottomane.
Il fonde en 2001 le Parti démocratique libanais, qui gagne certaines villes du Mont-Liban lors des élections municipales de 2004. Son programme repose sur un Liban laïc, démocratique, le soutien politique à la résistance libanaise (le Hezbollah), l'écologie et la non-violence.
À la suite du retrait de l’armée syrienne du Liban en 2005, il prend part aux élections législatives organisées dans la foulée, allié au Courant patriotique libre du général Michel Aoun. Il échoue à se faire élire face à la liste d’alliance entre Walid Joumblatt, le Courant du futur, les Forces libanaises et le Hezbollah.
Il fait partie aujourd’hui de la Rencontre nationale, dirigée par Omar Karamé et rassemblant des personnalités opposées à la famille Hariri[réf. nécessaire].
Lors des combats du Chouf, en mai 2008, il intervient pour stopper les affrontements et sauver la vie des lieutenants de son rival, Walid Joumblatt. Sa modération est alors saluée par l'ensemble de la classe politique libanaise.
Le 7 juin 2009, il se présente aux élections législatives sur la liste du Bloc du changement et de la réforme et est élu député druze de la circonscription de Aley, au Mont-Liban, dans la montagne druzo-chrétienne. En 2011, à la suite des frappes du Hezbollah et de la mise en place d'un nouveau gouvernement, Talal Arslane résigne de son poste de député. En 2015, il pose la première pierre du Centre culturel et social de Choueifat, et critique la politique de gestion des déchets ménagers jugée coûteuse et inefficace.
Principal dirigeant libanais à défendre la présence chrétienne dans le monde arabe, Talal Arslane est aussi, dans un geste d'œcuménisme, la première personnalité politique du monde arabe à avoir fondé un parti politique fondé sur la non-violence et le pluricommunautarisme, le Parti démocrate libanais (PDL), dont deux vice-présidents appartiennent à la communauté chrétienne, Marwan Abou Fadel, (orthodoxe) ancien député, cofondateur du PDL et fils de feu Mounir Abou Fadel, ancien numéro 4 de l'État libanais et ami de feu le prince Magid, et de Ziad Chouéri (maronite) personnalité reconnue dans le monde des médias libanais.[réf. nécessaire]

## Vie privée
Le prince Talal épouse Zeina Kheireddine (connue aujourd'hui comme princesse Zeina) le 17 juillet 1993 et a deux enfants : le prince Majid (né en 1994) et la princesse Kinda (né en 1996).